# Gigalizturm
Gigalizturm är ett berg i Österrike.   Det ligger i distriktet Schwaz och förbundslandet Tyrolen, i den västra delen av landet, 400 km väster om huvudstaden Wien. Toppen på Gigalizturm är 2 978 meter över havet, eller 278 meter över den omgivande terrängen. Bredden vid basen är 2,6 km.
Terrängen runt Gigalizturm är huvudsakligen mycket bergig. Närmaste större samhälle är Mayrhofen, 12,4 km norr om Gigalizturm. 
Trakten runt Gigalizturm består i huvudsak av gräsmarker. Runt Gigalizturm är det ganska glesbefolkat, med 42 invånare per kvadratkilometer.